# ゲンコとひょう太
ゲンコとひょう太は、Spooky graphicによってデザインされたキャラクターである。

## 概要
2008年に誕生した。2010年10月より東京メトロ全線の中づり広告で『中づり絵本』として不定期連載。これまで12回を掲載した。また、2011年6月よりTokyo Metro ビジョンで『ゲンコとひょう太のことわざ劇場』を放送している。

## キャラクター
ゲンコ
双子の妹。
ひょう太
双子の兄。
ババコ
銭湯『パラダイス☆銀河』の番台を任される犬。
ヤッコ
オレンジ色のチンチラ。
リキ
道場で飼われている巨大なブルドッグ。

## ゲンコとひょう太のことわざ劇場
2011年6月1日からTokyo Metro ビジョンで放送されており、ゲンコとひょう太が毎回猫に関することわざを紹介している。

### サブタイトル
1. 猫の額（2011年6月1日 - 30日）
2. 猫の寒恋い（2011年7月16日 - 8月15日）
3. 猫の食い残し（2011年8月16日 - 9月30日）
4. 猫にサザエ（2011年10月3日 - 9日、16日 - 31日）
5. 猫かわいがり（2011年11月1日 - 27日）
6. 猫叱るより猫を囲え（2011年12月19日 - 2012年1月22日）
7. 猫耳洗うと雨が降る（2012年2月1日 - ）

## 書籍
- ゲンコとひょう太 キャラブック（メディアファクトリー、2011年3月18日）
- 絵本『ゲンコとひょう太のなかなおり』（実業之日本社、2011年6月16日）